# Rifugio Tito Zilioli
Il bivacco Tito Zilioli è un bivacco montano, posto a 2.250 metri s.l.m., in località Sella delle Ciaule presso Forca di Presta, sul monte Vettore (Monti Sibillini), godendo di una buona posizione strategica per l'escursionismo d'alta quota, trovandosi in mezzo all'anfiteatro del gruppo del Vettore, tra la cima del Redentore ed il monte Vettore stesso, la cima più alta dei Monti Sibillini.

## Storia

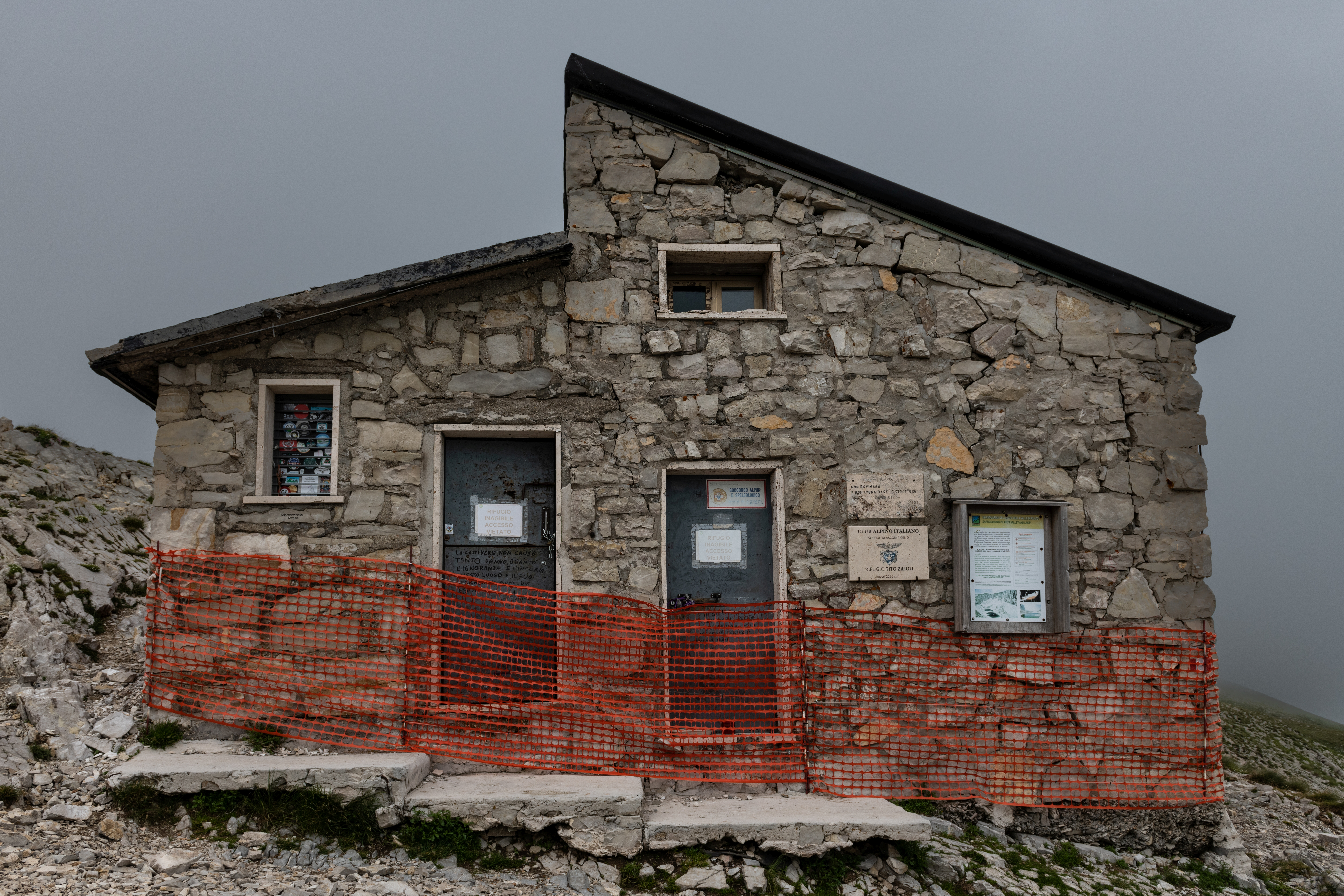
Rifugio Tito Zilioli alla Sella delle Ciaule (2.250 m slm) sul Monte Vettore, come si presentava il 29 giugno 2018 con le recinzioni per impedire l'accesso a causa dell'inagibilità in conseguenza degli eventi sismici dell'ottobre 2016.

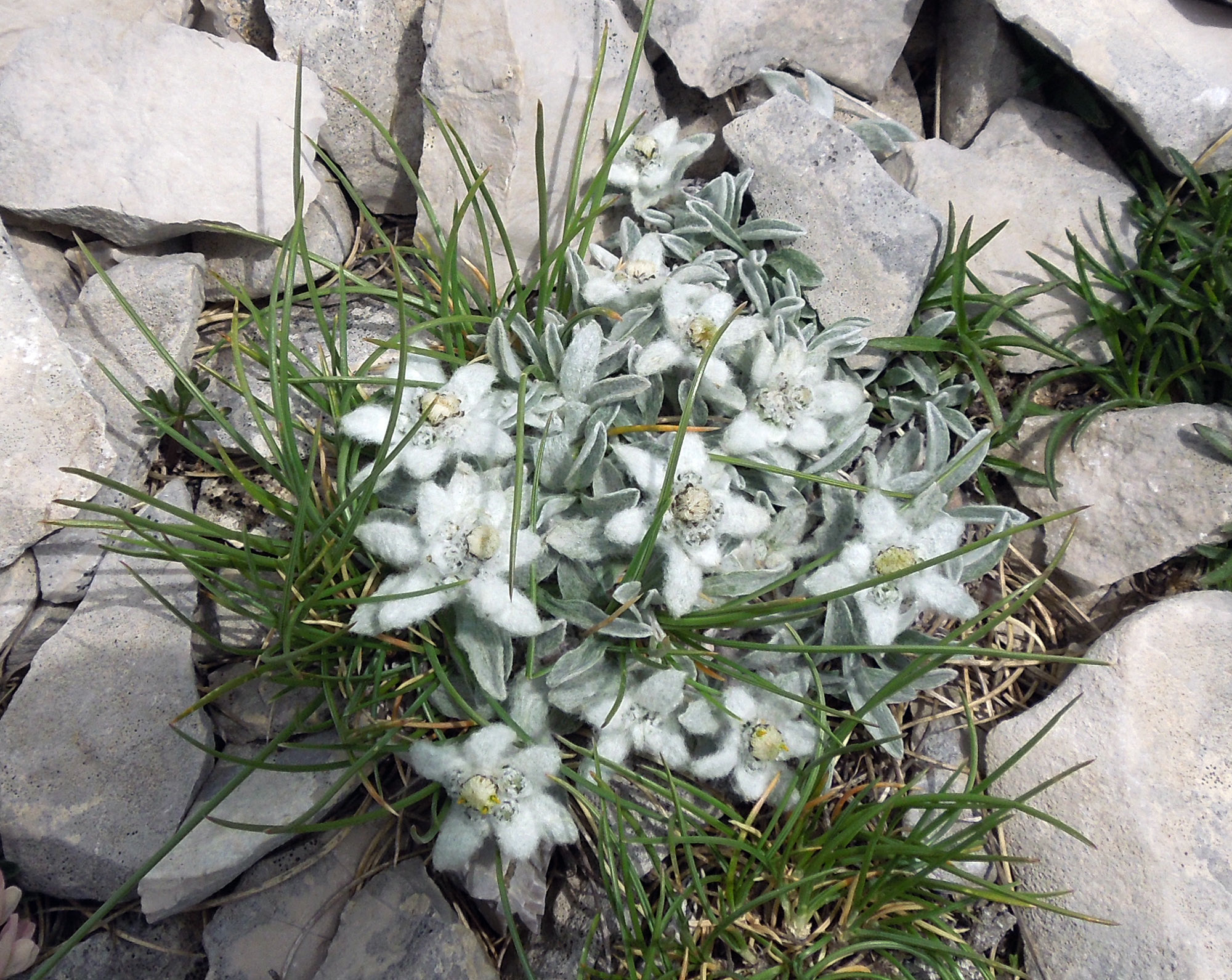
Stelle alpine a Sella delle Ciaule, tra il rifugio e il Lago di Pilato

È stato costruito nel 1960 dalla sezione di Ascoli Piceno del Club Alpino Italiano e dedicato a Tito Zilioli per ricordarne la sua scomparsa. Zilioli era un alpinista ascolano, morto accanto al Vettoretto, presso il sentiero di accesso al rifugio, dopo aver effettuato con tre amici la prima invernale della via del Canalino. Nell'anno 1981 la costruzione è stata ampliata. Nel periodo tra il 2004 ed il 2005 un processo di accurato restauro, sia delle mura esterne che degli infissi e dei locali interni, è stato reso possibile anche grazie al trasporto dei materiali necessari per mezzo di un elicottero del Corpo forestale dello Stato.
In conseguenza degli eventi sismici del 30 ottobre 2016 che hanno interessato la zona, il Rifugio è stato dichiarato inagibile.
Nel corso dell'autunno 2020 è stata effettuata una completa ristrutturazione di stampo nettamente moderno, da cui è risultato un bivacco composto di una sezione sempre aperta con 4 posti letto e di un'altra, fruibile su prenotazione, dotata di 8 cuccette.

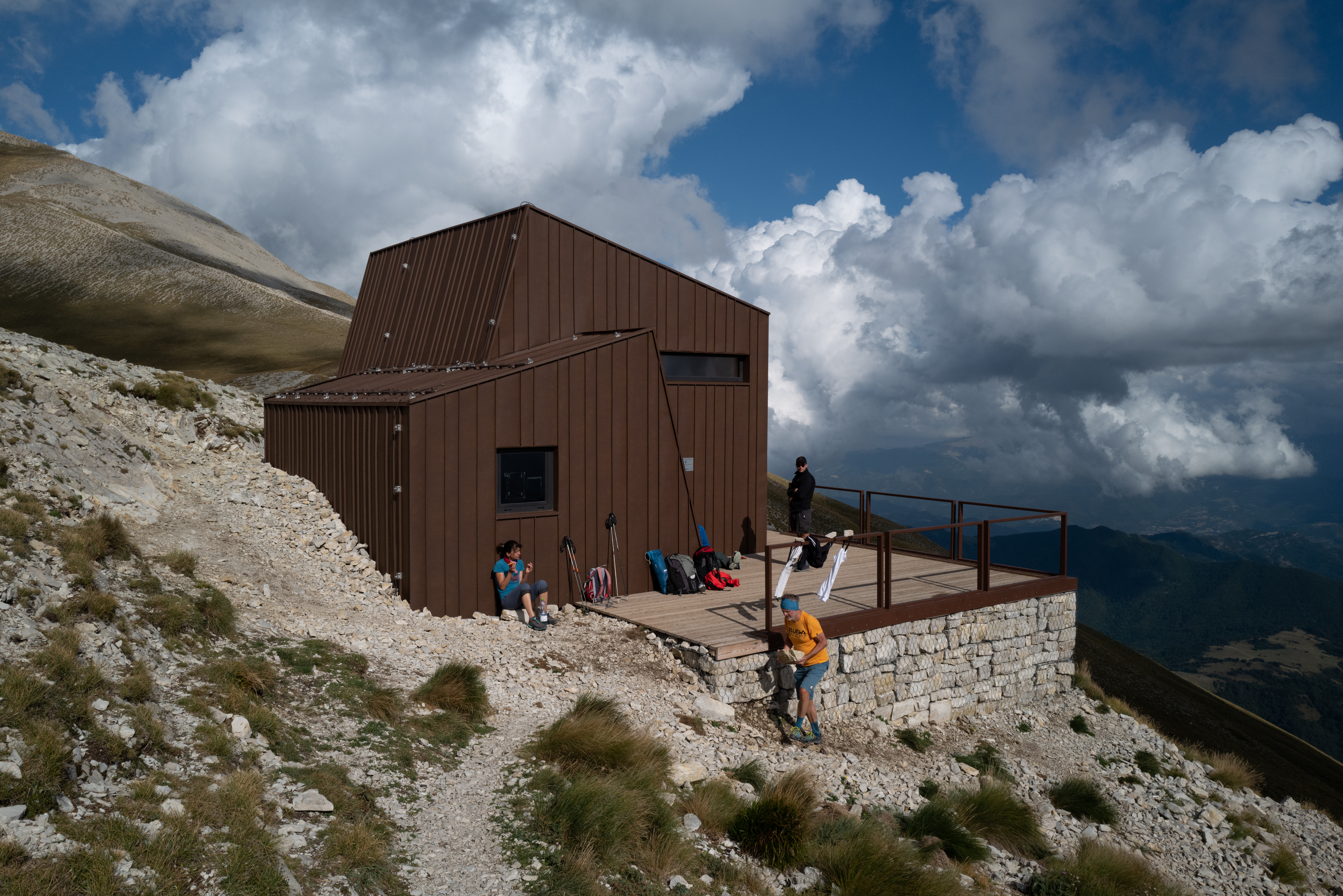
Il Rifugio Tito Zilioli alla Sella delle Ciaule (2.250 m slm) sul Monte Vettore, come si presenta il 18 settembre 2021 dopo i lavori di restauro del 2020 a seguito del sisma del 2016. Il corpo anteriore ospita il bivacco con due letti a castello di legno e sempre aperto, mentre per usufruire del corpo principale sono necessarie le chiavi.

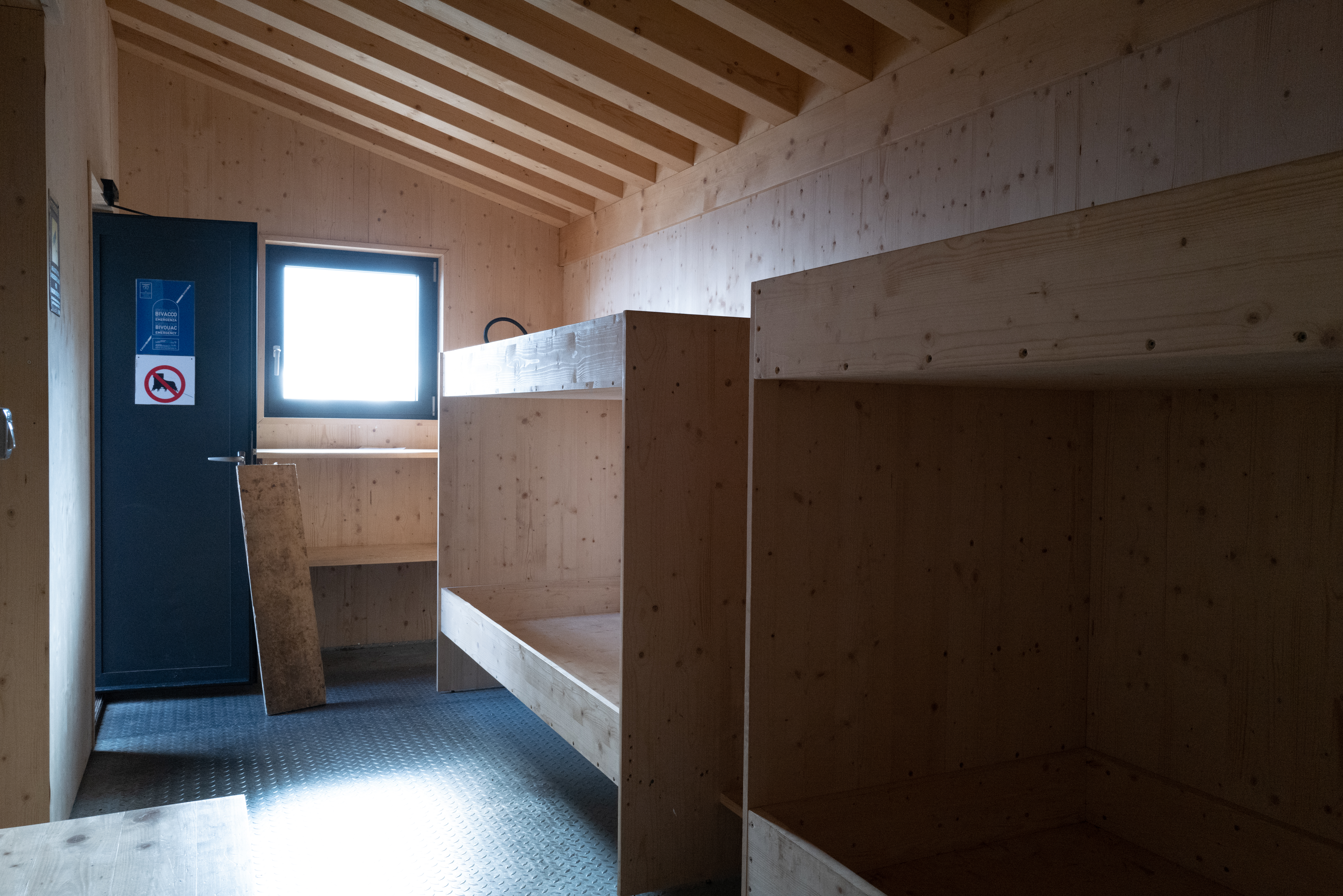
Interno del bivacco al Rifugio Tito Zilioli, sempre aperto.

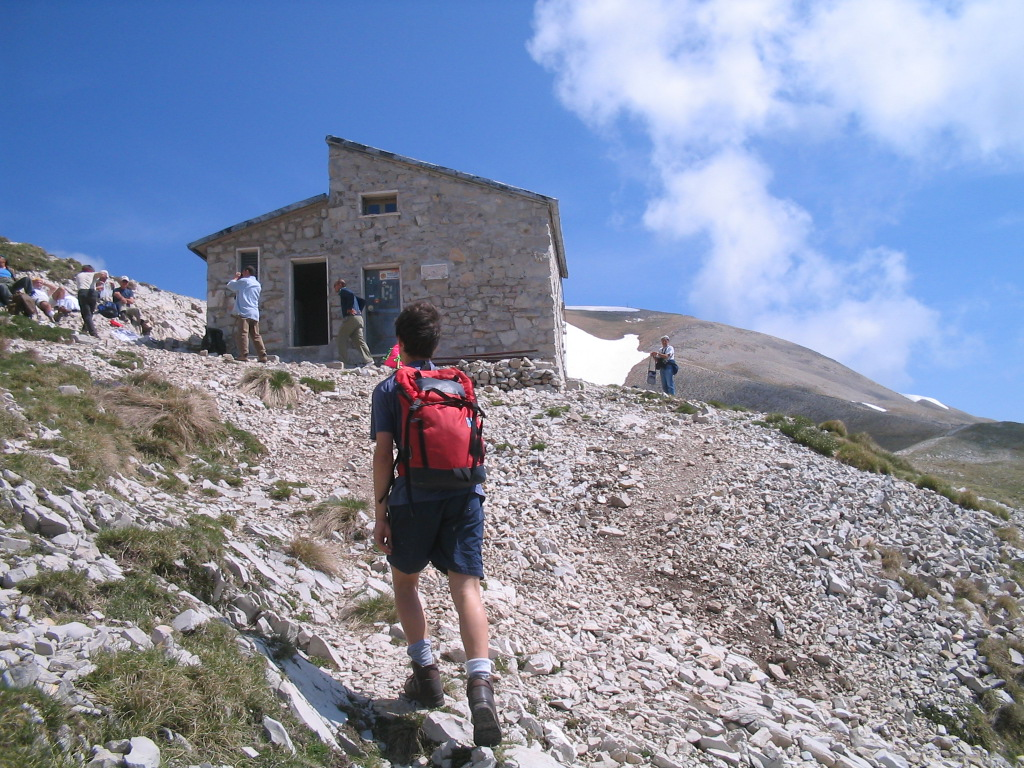
Il rifugio Zilioli come si presentava prima del sisma del 2016, salendo da Forca di Presta

## Accessi
Il rifugio è raggiungibile dal valico di Forca di Presta, da Colle di Montegallo e da Foce di Montemonaco.
| Partenza            | Percorso                                                                 | Difficoltà | Distanza | Ascesa | Discesa | Note                                                                                       |
| ------------------- | ------------------------------------------------------------------------ | ---------- | -------- | ------ | ------- | ------------------------------------------------------------------------------------------ |
| Forca di Presta     | 101                                                                      | E          | 5 km     | 895 m  | 0 m     |                                                                                            |
| Colle di Montegallo | GAS da Colle fino alla chiesa di S. Maria in Pantano quindi sentiero 131 | EE         | 6,4 km   | 85 m   |         | Percorso chiuso. Gravemente danneggiato dal sisma dell'ottobre 2016.                       |
| Foce di Montemonaco | sentiero 151 fino al lago di Pilato, quindi sentiero non segnalato       | EE         | 5,1 km   | 686 m  | 286 m   | Tratti esposti su roccia in località “Roccette” dove sono avvenuti alcuni gravi incidenti. |